# Michael Grant
Michael Grant (Londres, 21 de novembro de 1914 – Toscânia, 4 de outubro de 2004 (89 anos)) foi um classicista britânico e autor de numerosos livros populares sobre História da Antiguidade. A sua tradução dos Anais da Roma Imperial de Tácito, completa em 1956, continua a ser a obra de referência. Ocupou ao longo da vida uma série de cargos académicos no Reino Unido e no médio Oriente, tendo-se retirado bastante cedo para se dedicar por completo à escrita. Enquanto divulgador científico para o grande público, era notável pela produção prolífica e recusa em sobre-simplificar o discurso.